# Antun Škvorčević
Antun Škvorčević (Davor, 8. svibnja 1947.) prelat je Katoličke Crkve i prvi biskup požeški.

## Životopis
Rođen je 8. svibnja 1947. godine u Davoru, od oca Ivana i majke Ljubice (rođ. Ivančić).
Osnovnu je školu pohađao je u Davoru, Zagrebu i Slavonskom Brodu. Nakon osnovne škole, bio je u Dječačkom sjemeništu na Šalati u Zagrebu, gdje je završio klasičnu gimnaziju. Studij teologije diplomirao je na Katoličkom bogoslovnom fakultetu u Zagrebu, gdje je i magistrirao 1976. godine. Otišao je potom na specijalizaciju u Rim. Na Papinskom sveučilištu Gregoriana postigao je 1981. doktorat iz teologije, a istovremeno na Papinskom liturgijskom institutu sv. Anzelma završio studij liturgike. 
Za svećenika Zagrebačke nadbiskupije zaređen je 25. lipnja 1972. godine. 
Obavljao je sljedeće dužnosti:
- kapelan u zagrebačkoj župi sv. Josipa (od 1972. do 1976.)
- predavač na Katoličkom bogoslovnom fakultetu i na njegovim institutima (od 1982.)
- predstojnik Katehetskoga instituta Katoličkoga bogoslovnog fakulteta Sveučilišta u Zagrebu (od 1991. do 1999.)
- član Zbora prebendara Prvostolne crkve zagrebačke (imenovan 1987.)

Zauzeto je radio osobito na području kulture, a vršio je i mnoge druge službe u Zagrebačkoj nadbiskupiji. 
Papa Ivan Pavao II. imenovao ga je 5. srpnja 1997. prvim požeškim biskupom. Za biskupa je zaređen u Požegi 27. rujna iste godine. 
Papa Franjo prihvatio je njegovo odreknuće 11. ožujka 2024. zbog navršene kanonske dobi. 
Službe u HBK:
- član Biskupske komisije HBK za odnose s državom
- član Biskupske komisije HBK za Papinski hrvatski zavod sv. Jeronima
- član Biskupske komisije HBK za dijalog sa SPC
- član Mješovite komisije Hrvatske biskupske konferencije, Hrvatske konferencije viših redovničkih poglavara i Hrvatske unije viših redovničkih poglavarica
- predsjednik Vijeća HBK za katolički odgoj i obrazovanje

## Vanjske poveznice
- Msgr. dr. Antun Škvorčević  Arhivirana inačica izvorne stranice od 6. siječnja 2013. (Wayback Machine)

| Prethodnik: | Požeška biskupija | Nasljednik:    |
| prvi biskup | Požeška biskupija | Ivo Martinović |